# Regierung Fraser II
Die Regierung Fraser II regierte Australien vom 22. Dezember 1975 bis zum 20. Dezember 1977. Es handelte sich um eine Koalitionsregierung der Liberal Party (LP) und der National Country Party (NCP).
Bei der Parlamentswahl am 13. Dezember 1975 erlitt die Labor Party eine klare Niederlage. Die Liberal Party erhielt 68 der 127 Sitze, die NCP 22 und Labor 36. im Senat stellten Labor und die LP je 27 der 60 Senatoren, die NCP errang 7 Mandate. Die Koalition von LP und NCP unter Malcolm Fraser wurde fortgesetzt. Bei der vorgezogenen Parlamentswahl am 10. Dezember 1977 konnte Labor auf Kosten der Regierungsparteien leichte Gewinne erzielen, aber die Regierung behielt ihre absolute Mehrheit in beiden Parlamentskammern. Die Folgeregierung war wieder eine Koalition von LP und NCP unter Premierminister Fraser.

## Ministerliste
| Kabinett                                                                                               | Kabinett           | Kabinett | Kabinett                              | Kabinett |
| Amt | Minister           | Partei   | Amtszeit                              | Bild     |
| --- | ------------------ | -------- | ------------------------------------- | -------- |
| Premierminister                                                                                        | Malcolm Fraser     | LP       | 22. Dezember 1975 – 20. Dezember 1977 |          |
| Stellvertretender Premierminister                                                                      | Doug Anthony       | NCP      | 22. Dezember 1975 – 20. Dezember 1977 |          |
| Minister für Bodenschätze                                                                              | Doug Anthony       | NCP      | 22. Dezember 1975 – 20. Dezember 1977 |          |
| Minister für Überseehandel                                                                             | Doug Anthony       | NCP      | 22. Dezember 1975 – 20. Dezember 1977 |          |
| Schatzminister                                                                                         | Phillip Lynch      | LP       | 11. November 1975 – 19. November 1977 |          |
| Finanzminister                                                                                         | Phillip Lynch      | LP       | 7. Dezember 1976 – 19. November 1977  |          |
| Minister für die Grundstoffindustrie                                                                   | Ian Sinclair       | NCP      | 22. Dezember 1975 – 20. Dezember 1977 |          |
| Minister für administrative Dienstleistungen                                                           | Reg Withers        | LP       | 22. Dezember 1975 – 20. Dezember 1977 |          |
| Vizepräsident des Executive Council                                                                    | Reg Withers        | LP       | 22. Dezember 1975 – 20. Dezember 1977 |          |
| Minister für Umwelt, Wohnraum und kommunale Entwicklung                                                | Ivor Greenwood     | LP       | 22. Dezember 1975 – 8. Juli 1976      |          |
| Minister für Industrie und Handel                                                                      | Bob Cotton         | LP       | 22. Dezember 1975 – 20. Dezember 1977 |          |
| Minister für Arbeit und industrielle Beziehungen                                                       | Tony Street        | LP       | 22. Dezember 1975 – 20. Dezember 1977 |          |
| Verkehrsminister                                                                                       | Peter Nixon        | NCP      | 22. Dezember 1975 – 20. Dezember 1977 |          |
| Bildungsminister                                                                                       | John Carrick       | LP       | 22. Dezember 1975 – 20. Dezember 1977 |          |
| Außenminister                                                                                          | Andrew Peacock     | LP       | 22. Dezember 1975 – 20. Dezember 1977 |          |
| Verteidigungsminister                                                                                  | James Killen       | LP       | 22. Dezember 1975 – 20. Dezember 1977 |          |
| Sozialministerin                                                                                       | Margaret Guilfoyle | LP       | 8. Juli 1976 – 20. Dezember 1977      |          |
| Assistant Minister zur Unterstützung des Premierministers in Bundesangelegenheiten                     | John Carrick       | LP       | 22. Dezember 1975 – 20. Dezember 1977 |          |
| Assistant Minister zur Unterstützung des Premierministers in Angelegenheiten des Öffentlichen Dienstes | Tony Street        | LP       | 22. Dezember 1975 – 20. Dezember 1977 |          |
| Assistant Minister zur Unterstützung des Premierministers in Frauenfragen                              | Tony Street        | LP       | 16. August 1976 – 8. November 1976    |          |
| |                    |          |                                       |          |
| Juniorminister                                                                                         |                    |          |                                       |          |
| Schatzminister                                                                                         | John Howard        | LP       | 19. November 1977 – 20. Dezember 1977 |          |
| Minister für Umwelt, Wohnraum und kommunale Entwicklung                                                | Kevin Newman       | LP       | 8. Juli 1976 – 20. Dezember 1977      |          |
| Sozialministerin                                                                                       | Margaret Guilfoyle | LP       | 22. Dezember 1975 – 8. Juli 1976      |          |
| Generalstaatsanwalt                                                                                    | Bob Ellicott       | LP       | 22. Dezember 1975 – 6. September 1977 |          |
| Generalstaatsanwalt                                                                                    | Peter Durack       | LP       | 6. September 1977 – 20. Dezember 1977 |          |
| Minister für Gewerbe und Verbraucher                                                                   | John Howard        | LP       | 22. Dezember 1975 – 17. Juli 1977     |          |
| Minister für Gewerbe und Verbraucher                                                                   | Wal Fife           | LP       | 19. Juli 1977 – 20. Dezember 1977     |          |
| Minister für spezielle Handelsverhandlungen                                                            | John Howard        | LP       | 17. Juli 1977 – 20. Dezember 1977     |          |
| Minister für Post und Telekommunikation                                                                | Victor Garland     | LP       | 22. Dezember 1975 – 6. Februar 1976   |          |
| Minister für Post und Telekommunikation                                                                | Eric Robinson      | LP       | 6. Februar 1976 – 20. Dezember 1977   |          |
| Gesundheitsminister                                                                                    | Ralph Hunt         | NCP      | 22. Dezember 1975 – 20. Dezember 1977 |          |
| Minister für Einwanderung und ethnische Angelegenheiten                                                | Michael MacKellar  | LP       | 22. Dezember 1975 – 20. Dezember 1977 |          |
| Minister für Aborigines                                                                                | Ian Viner          | LP       | 22. Dezember 1975 – 20. Dezember 1977 |          |
| Minister für das Northern Territory                                                                    | Evan Adermann      | NCP      | 22. Dezember 1975 – 20. Dezember 1977 |          |
| Minister für das Hauptstadtterritorium                                                                 | Eric Robinson      | LP       | 22. Dezember 1975 – 16. Dezember 1976 |          |
| Minister für das Hauptstadtterritorium                                                                 | Tony Staley        | LP       | 16. Dezember 1976 – 20. Dezember 1977 |          |
| Bauminister                                                                                            | John McLeay        | LP       | 22. Dezember 1975 – 20. Dezember 1977 |          |
| Minister für Repatriierung                                                                             | Kevin Newman       | LP       | 22. Dezember 1975 – 8. Juli 1976      |          |
| Minister für Repatriierung                                                                             | Peter Durack       | LP       | 8. Juli 1976 – 20. Dezember 1977      |          |
| Minister für Veteranen                                                                                 | Peter Durack       | LP       | 5. Oktober 1976 – 6. September 1977   |          |
| Minister für Veteranen                                                                                 | Victor Garland     | LP       | 6. September 1977 – 20. Dezember 1977 |          |
| Wissenschaftsminister                                                                                  | James Webster      | NCP      | 22. Dezember 1975 – 20. Dezember 1977 |          |
| Minister für Produktivität                                                                             | Ian Macphee        | LP       | 8. November 1977 – 20. Dezember 1977  |          |
| Assistant Minister zur Unterstützung des Premierministers für Kinderbetreuung                          | Margaret Guilfoyle | LP       | 22. Dezember 1975 – 23. Juni 1976     |          |
| Assistant Minister zur Unterstützung des Premierministers für Kunst                                    | Tony Staley        | LP       | 16. August 1976 – 20. Dezember 1977   |          |
| Assistant Minister zur Unterstützung des Premierministers für Frauen                                   | Ian Macphee        | LP       | 8. November 1976 – 20. Dezember 1977  |          |
| Assistant Minister beim Premierminister                                                                | John Howard        | LP       | 24. Mai 1977 – 20. Dezember 1977      |          |
| Assistant Minister im Ministerium für Bodenschätze                                                     | Evan Adermann      | NCP      | 22. Dezember 1975 – 20. Dezember 1977 |          |
| Assistant Minister im Schatzministerium                                                                | Victor Garland     | LP       | 22. Dezember 1975 – 6. Februar 1976   |          |
| Assistant Minister im Schatzministerium                                                                | Eric Robinson      | LP       | 6. Februar 1976 – 7. Dezember 1976    |          |
| Assistant Minister im Schatzministerium                                                                | Ian Viner          | LP       | 7. Dezember 1976 – 20. Dezember 1977  |          |
| Assistant Minister im Ministerium für Arbeit und industrielle Beziehungen                              | Ian Macphee        | LP       | 8. November 1976 – 20. Dezember 1977  |          |
| Assistant Minister im Verteidigungsministerium                                                         | John McLeay        | LP       | 22. Dezember 1975 – 20. Dezember 1977 |          |